# Emil Högberg
Emil Tobias Högberg, född 23 juli 1976, är en socialdemokratisk politiker. Mellan åren 2011 och 2016 var han oppositionsråd och gruppledare för sitt parti i hemkommunen Huddinge. Högberg är jurist och har tidigare bland annat arbetat på Finansdepartementet. Han tjänstgjorde från 2016 på Statsrådsberedningen, först som politiskt sakkunnig och sedan juli 2017 som statssekreterare under Ibrahim Baylan i regeringen Löfven. Efter regeringsombildningen 2019 var han statssekreterare hos Baylan på Näringsdepartementet.  
Emil Högberg är gift med socialdemokraternas tidigare finanslandstingsråd i opposition, Erika Ullberg.